# Predsednik Barbadosa
Predsednik Barbadosa (angleško: President of Barbados ali President of the Republic of Barbados), včasih imenovan tudi predsednik Republike Barbados, je vodja države Barbados in vrhovni poveljnik obrambnih sil te države. Funkcija je bila uvedena, ko je država 30. novembra 2021 postala parlamentarna republika. Pred tem je bila vodja države Elizabeta II., kraljica Barbadosa, ki jo je na otoku zastopal generalni guverner. Dame Sandra Mason, zadnja generalna guvernerka, je tudi prva predsednica.

## Zgodovina
Leta 1979 je bila ustanovljena preiskovalna komisija, znana kot Coxova komisija za ustavo, ki je bila zadolžena za preučevanje izvedljivosti uvedbe parlamentarnega republiškega sistema. Coxova komisija je prišla do zaključka, da bi Barbadčani raje ohranili ustavno monarhijo. Predlog za prehod na republiški status zato ni bil uresničen. Manifest barbadoške laburistične stranke iz leta 1994 je obravnaval republiško vprašanje in predlagal referendum. V skladu s to obljubo je bila 29. oktobra 1996 imenovana komisija za presojo ustave, ki ji je predsedoval Henry de Boulay Forde, da bi pregledala ustavo Barbadosa. Komisija je poročala 15. decembra 1998 in priporočila, naj Barbados sprejme parlamentarni republiški sistem. Leta 1999 je Manifest laburistične stranke Barbadosa predlagal, da bi ugotovitve Komisije in njeno priporočilo, da Barbados postane republika, deležni zgodnje pozornosti vlade.
Predlog zakona je bil predstavljen v parlamentu in je bil v prvi obravnavi 10. oktobra 2000. Z razpustitvijo parlamenta tik pred volitvami leta 2003 predlog zakona o referendumu ni bil prenesen.
Premier Owen Arthur je pozval k referendumu o statusu republike, ki naj bi bil izveden leta 2005. V skladu s tem je bil leta 2005 uveden drugi predlog zakona o referendumu in bil sprejet oktobra 2005. Referendum v skladu z zakonom iz leta 2005 je bil načrtovan sočasno s splošnimi volitvami na Barbadosu leta 2008. 2. decembra 2007 so se pojavila poročila, da je bilo glasovanje odloženo zaradi pomislekov volilne komisije in komisije za meje. Po volitvah je David Thompson zamenjal Arthurja na mestu premierja in načrt je bil odložen.
22. marca 2015 je premier Freundel Stuart napovedal, da namerava državo premakniti k republiški obliki vlade "v zelo bližnji prihodnosti". Generalni sekretar Demokratične laburistične stranke George Pilgrim je to potezo potrdil in dejal, da naj bi sovpadala s 50. obletnico neodvisnosti Barbadosa leta 2016.
Septembra 2020 je vlada barbadoške laburistične stranke premierke Mie Mottley v svojem prestolnem govoru naznanila, da bo Barbados postal republika do novembra 2021, s čimer bo kraljico in generalnega guvernerja zamenjala s ceremonialnim vodjo barbadoške države. Prav ta predlog je bil na koncu sprejet kot zakon – 20. septembra 2021 je bil v parlament Barbadosa predložen predlog zakona o ustavi (sprememba) (št. 2) 2021, ki je bil nato sprejet 6. oktobra istega leta.
Prvo kandidatko za predsednika Barbadosa, generalno guvernerko Barbadosa, dame Sandro Mason, sta skupaj predlagala premier in vodja opozicije 12. oktobra 2021, izvoljena pa je bila 20. oktobra. Masonova je funkcijo prevzela 30. novembra 2021.

## Seznam predsednikov
Glej članek: Seznam predsednikov Barbadosa

## Volitve
Predsednika izvoli parlament Barbadosa.
Premier in vodja opozicije skupaj soglasno imenujeta kandidata 90 dni pred potekom mandata predhodnika. Če je vložen ugovor, se skupna seja prekine in oba doma parlamenta, senat in skupščina, se sestaneta ločeno in vsak glasuje o sprejemu ali zavrnitvi kandidata. Nato je za izvolitev kandidata v vseh krogih glasovanja potrebna dvotretjinska večina veljavnih glasov v vsakem domu posebej.
Če do šestdeset dni pred iztekom mandata predhodnega nosilca funkcije ne pride do soglasja pri imenovanju predsedniškega kandidata, so volitve odprte za druge kandidate. Za dostop do glasovnic na takih odprtih volitvah mora kandidata predlagati bodisi predsednik vlade, vodja opozicije ali najmanj deset poslancev skupščine. Zahteva po dvotretjinski večini veljavnih glasov v vsakem domu posebej velja tudi za javne volitve; to pomeni, da če je bil predlagan samo en kandidat, je sistem glasovanja enak kot v primeru nasprotovanja soglasnemu kandidatu.

## Namestništvo
Kadar je funkcija predsednika začasno prazna; do imenovanja novega predsednika in kadar koli je nosilec funkcije odsoten z Barbadosa, na dopustu ali iz kakršnega koli razloga ne more opravljati funkcij, ki mu jih daje ustava, te funkcije opravlja vršilec dolžnosti predsednika, ki ga imenuje predsednik vlade po posvetovanju z vodjo opozicije. Medtem, ko je predsednik suspendiran s funkcije v primeru postopka obtožbe, predsednik senata Barbadosa opravlja funkcijo vršilca dolžnosti predsednika. Predsedniška linija nasledstva ni opredeljena dlje od tega.